# Fredrik Boltes

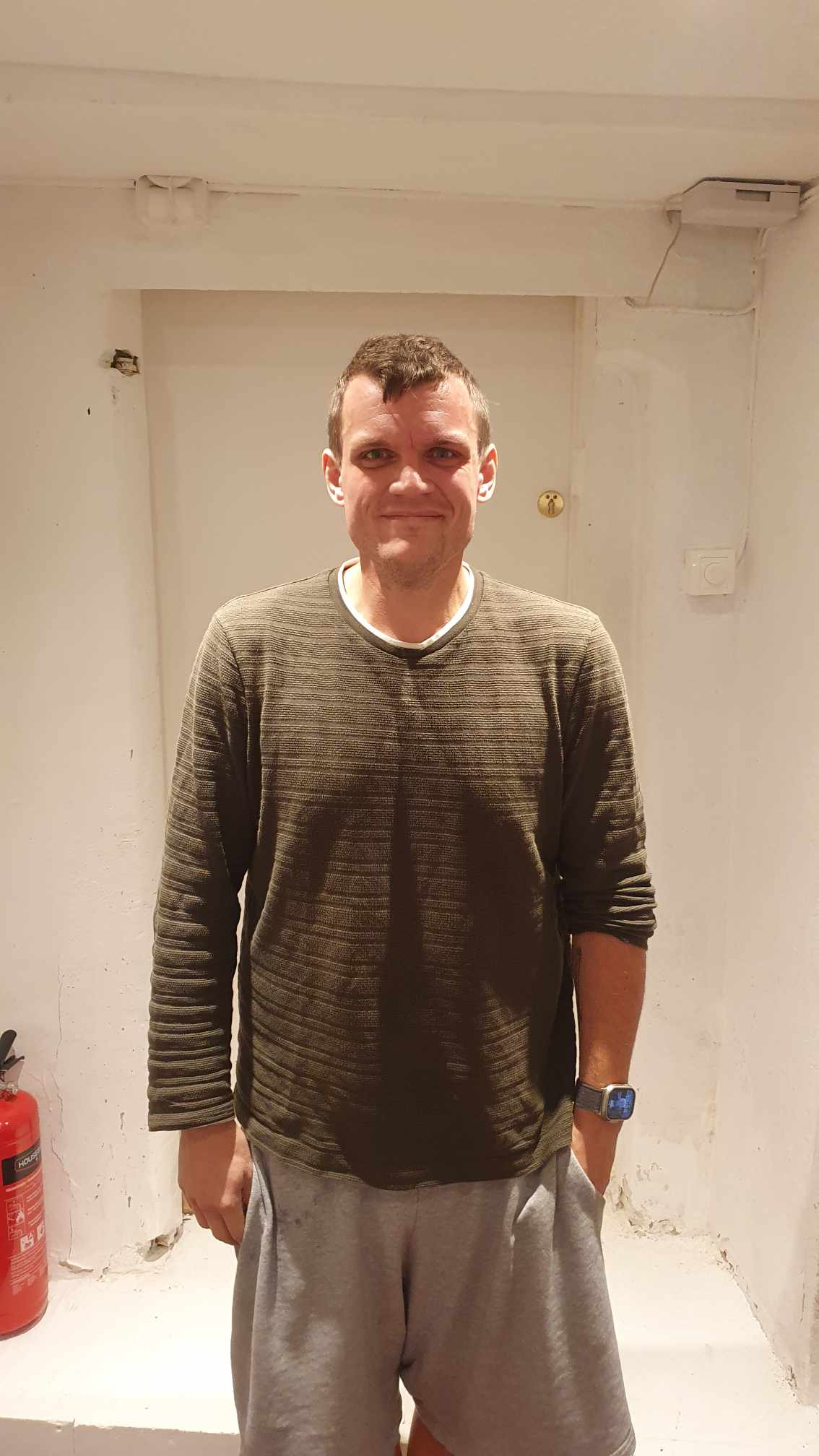
Fredrik Boltes.

Fredrik Boltes, född den 25 november 1984 i Jönköping i Kristina församling, är en svensk producent, sångare och ståuppkomiker bosatt i Stockholm.

## Biografi
Fredrik Boltes var programledare vid P4 Jönköping och genomgick därefter utbildning till tv-producent vid Stockholms konstnärliga högskola. Boltes har medverkat samt varit producent för satirprogrammet svenska nyheter på SVT. I September 2023 var Boltes huvudpersonen i dokumentärserien Min tjockumentär som visas på SVT play och består av fyra avsnitt. Boltes är medgrundare och sångare i reggaebandet Partiet, som har sina rötter i Jönköping.